# Ett hus
"Ett hus" är en sång av Ola Magnell från 1993. Den finns med på hans tionde studioalbum Förlovat land (1993) och utgavs även som singel samma år. B-sidan "Dager i dis" finns även med på nämnda album.
Låten har senare inkluderats på samlingsalbumet Sittande fåglar (1995).

## Låtlista
1. "Ett hus"
2. "Dager i dis"

### Fotnoter
1. 1 2  ”Ola Magnell”. Svensk mediedatabas. Arkiverad från originalet den 25 juli 2014. https://web.archive.org/web/20140725171117/http://smdb.kb.se/catalog/search?q=ola%20magnell&sort=OLDEST. Läst 25 januari 2013.